# Aliança Bolivariana para os Povos da Nossa América
A Aliança Bolivariana para os Povos da Nossa América — Tratado de Comércio dos Povos (em castelhano: Alianza Bolivariana para los Pueblos de Nuestra América — Tratado de Comercio de los Pueblos), ou simplesmente ALBA e anteriormente Alternativa Bolivariana para as Américas, é uma plataforma de cooperação internacional baseada na ideia da integração social, política e econômica entre os países da América Latina e do Caribe.
Fortemente baseada na cooperação latino-americana em que visa a redução de desigualdades sociais, e ao contrário de acordos de comércio livre como a Área de Livre Comércio das Américas (ou ALCA, uma proposta de mercado comum para as Américas que foi defendida pelos Estados Unidos durante a década de 1990), a ALBA-TCP representa uma tentativa de integração econômica regional que não se baseia essencialmente na liberalização comercial, mas em uma visão de bem-estar social e de mútuo auxílio econômico. Os países membros da ALBA-TCP discutem a introdução de uma nova moeda regional, o SUCRE. Em 24 de junho de 2009, o bloco foi rebatizado para Aliança Bolivariana para as Américas, em substituição ao Alternativa original.

## História
Foi constituída na cidade de Havana, capital de Cuba, em 14 de dezembro de 2004, como um acordo entre Venezuela e Cuba, tendo as assinaturas dos presidentes de ambos países na época, Hugo Chávez e Fidel Castro. Este início deu-se pela colaboração de Cuba ao enviar médicos para ajudar no território venezuelano e pela colaboração da Venezuela ao abastecer Cuba com seu petróleo.
Em 29 de abril de 2006, a Bolívia (tendo Evo Morales como seu presidente) somou-se ao grupo a partir do Tratado de Comércio dos Povos, termo que foi acrescentado ao nome oficial do bloco, que resultou na sigla ALBA-TCP. Em 2019, após um golpe de estado forçar a renúncia de Evo Morales, a ministra interina das Relações Exteriores da Bolívia, Karen Longaric, confirmou, junto com a Ministra Interina das Comunicações, Roxana Lizárraga, que a Bolívia saiu da ALBA. Bolívia retornou em 2020 para a aliança, depois de uma transição de governos.
O Equador aderiu ao bloco em junho de 2009, então sob a presidência de Rafael Correa. Venezuela e Equador fizeram o primeiro acordo comercial bilateral usando o Sucre, em vez do dólar americano, em 6 de julho de 2010. O Suriname foi admitido na ALBA como país convidado em uma cúpula de fevereiro de 2012.
Em 23 de agosto de 2018, o chanceler José Valencia, informou que o Equador se retirou oficialmente da ALBA, justificando esta situação com uma posição bastante crítica contra o manejo da situação humanitária e a aparente indiferença que o governo da Venezuela tem mostrado perante o êxodo histórico dos venezuelanos para Colômbia, Equador, Perú, Chile e Brasil.  
Atualmente a ALBA-TCP é composta por sete países, dos quais alguns possuem governos de cunho socialista. Além de Venezuela e Cuba, permanecem no bloco: Nicarágua, Bolívia, Dominica,  Antigua e Barbuda e São Vicente e Granadinas.

## Membros

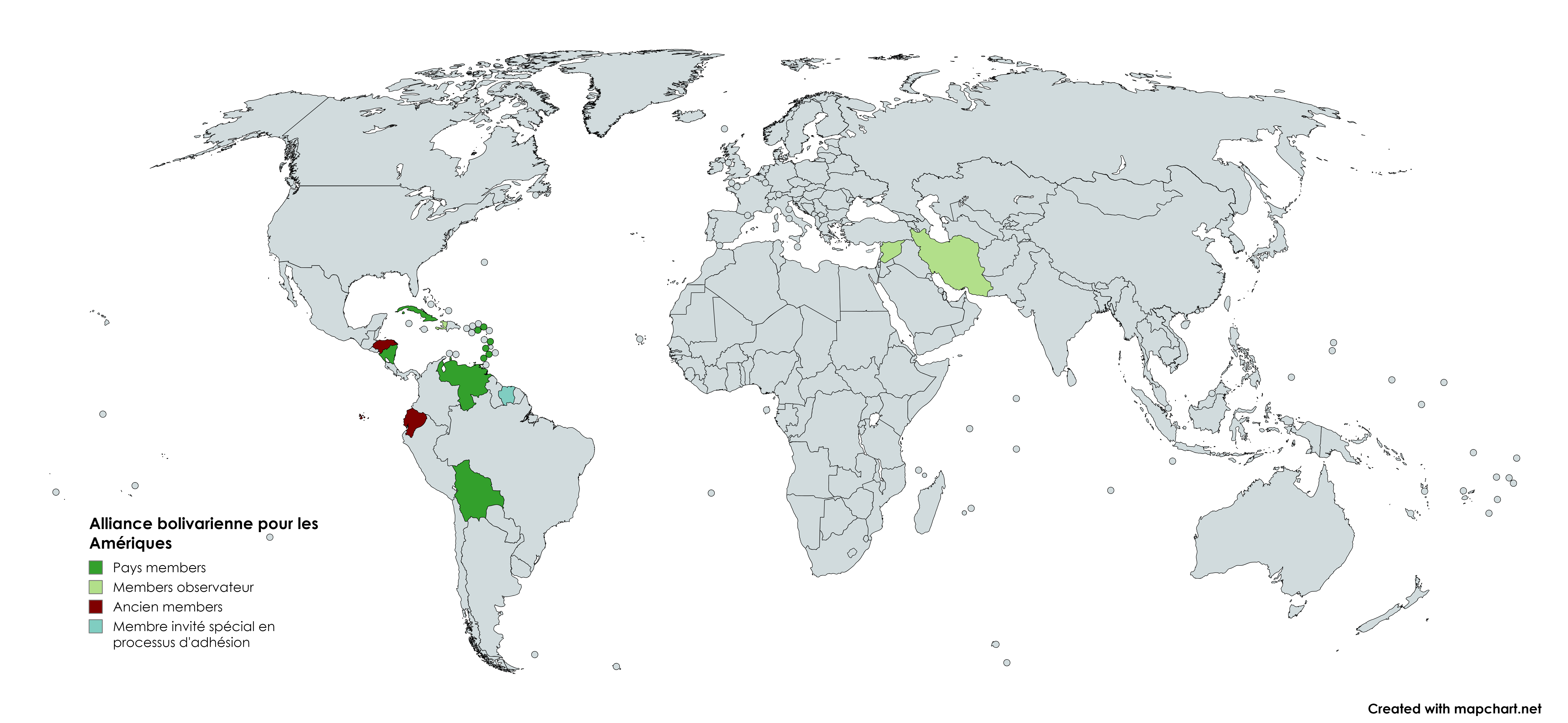
Alliance bolivarienne pour les Amériques

| Ban                      | BrA | Nome comum               | Nome oficial                                                                       | Data de adesão          |
| ------------------------ | --- | ------------------------ | ---------------------------------------------------------------------------------- | ----------------------- |
| Antígua e Barbuda        |     | Antígua e Barbuda        | Antígua e Barbuda                                                                  | 24 de junho de 2009     |
| Cuba                     |     | Cuba                     | República de Cuba                                                                  | 14 de dezembro de 2004  |
| Dominica                 |     | Dominica                 | Comunidade da Dominica                                                             | 20 de janeiro de 2008   |
| Nicarágua                |     | Nicarágua                | República da Nicarágua                                                             | 23 de fevereiro de 2007 |
| São Vicente e Granadinas |     | São Vicente e Granadinas | São Vicente e Granadinas                                                           | 24 de junho de 2009     |
| Bolívia                  |     | Bolívia                  | Estado Plurinacional da Bolívia                                                    | 29 de abril de 2006     |
| Venezuela                |     | Venezuela                | República Bolivariana da Venezuela                                                 | 14 de dezembro de 2004  |
|                          |     | ALBA-TCP                 | Aliança Bolivariana para os Povos da Nossa América – Tratado de Comércio dos Povos | 14 de dezembro de 2004  |